# Cees Paauwe
Cees Paauwe (Dronten, 3 novembre 1977) è un ex calciatore olandese, di ruolo portiere.

## Carriera

### Club
Ha legato la sua carriera principalmente al Twente, con cui ha disputato una stagione da portiere titolare nel 2002-2003.

### Nazionale
Nel 2000 è stato convocato dalla Nazionale Under-21 olandese per disputare il campionato Europeo di categoria.

## Palmarès
- Campionato olandese: 1

Twente: 2009-2010